# وستهوتون
latitudeوستهوتونlongitudeوستهوتون
وستهوتون (به انگلیسی: Westhoughton) یک شهرک در بریتانیا است که در انگلستان واقع شده‌است.

## خصوصیات
وستهوتون ۲۳٬۰۵۶ نفر جمعیت دارد.